# Генріх III (король Англії)
Генріх III (англ. Henry III; 1 жовтня 1207 — 16 листопада 1272) — король Англії у 1216–1272 роках. Спровокував заколот аристократії, яка змусила його погодитися на низку реформ, що становили важливий крок до конституційної монархії. Під час правління Генріха ІІІ Палата громад стала частиною Парламенту. Перший Парламент розпочав роботу 20 січня 1265 року.

## Біографія
Син Іоанна I Безземельного; вступив на престол у віці 9 років. Смерть його батька зупинила заворушення знаті; барони, що прагнули скинути Іоанна, який порушував щойно надану їм Велику хартію вольностей й готові вже покликати на престол французького принца, лишень Іоанн помер, охоче присягнули його малолітньому сину. Під час малолітства Генріха й регентства (до 1227) управління державою здійснювалось відповідно до Великої хартії, яку було формально підтверджено 1217 року.
Однак, коли він подорослішав і став повновладним правителем, Генріх схилявся до авторитарного стилю правління; він призначав на високі пости в державі французів, придворних своєї дружини, Елеонори Прованської, не був підзвітним перед парламентом, роздавав велику кількість державної власності тимчасовим власникам.
До часів його правління належить зростання культу святого короля Едуарда Сповідника; Генріх заснував низку церков та монастирів на його честь, наслідував Едуарду в манері одягатись й у підкресленому благочесті, зрештою, він назвав свого старшого сина (майбутнього короля Едуарда I) на честь Сповідника. За Генріха III було перебудовано у готичному стилі французькими архітекторами Вестмінстерське абатство і взагалі зросла роль Вестмінстера як адміністративного центру королівства.
Генріх був відомий своєю скупістю: коли народився його старший син, Генріх зажадав від баронів та видних дворян багатих подарунків, тож, за словами Матвія Паризького, багато хто казав: «Бог дав нам цю дитину, а Генріх хоче нам її продати».
Після конфлікту з баронами й папою Олександром IV у 1250-их роках Генріх, подібно до свого батька, був змушений урочисто укласти угоду з баронами про регулярне скликання парламентів (Оксфордські провізії, 1258), а також ще раз підтвердити Велику хартію вольностей. Однак папа звільнив його від цієї клятви (булла від 13 квітня 1261 року), і почалась громадянська війна. Війська баронів, під командуванням Симона де Монфора, розгромили армію Генріха та його сина під Льюїсом; батько і син потрапили у полон, утримувались під домашнім арештом, натомість Монфор правив Англією як диктатор й розіслав у всі міста своїх представників. Ситуація була вкрай близькою до тієї, яка пізніше складеться під час революції XVII століття, скасування монархії й диктатури Кромвеля. Однак Едуард втік з полону, у 1265 році знову зустрів Монфора на полі бою, й у битві під Івшемом останній загинув; Генріха було звільнено й відновлено попередній режим.
У 1269 році було завершено розкішну гробницю Едуарда Сповідника у Вестмінстерському абатстві; тіло самого Генріха, який помер 1272 року, тимчасово почивало у цій самій гробниці, поки поряд зводилась його власна.

## Шлюб та діти
14 січня 1236 року в Кентерберійському соборі в Кенті одружився з Елеонорою Прованською; від цього шлюбу народилось, принаймні, п'ятеро дітей:
- Едуард I (17 червня 1239 — 7 липня 1307);
- Маргарита Англійська (29 вересня 1240 — 26 лютого 1275), в шлюбі з Олександром III, королем Шотландії;
- Беатриса Англійська (25 червня 1242 — 24 березня 1275), в шлюбі з Жаном II, герцогом Бретані;
- Едмунд Горбатий (16 січня 1245 — 5 червня 1296);
- Катерина (25 листопада 1253 — 3 травня 1257), у віці 2 років у неї виявили глухоту[2].